# Phrao (huyện)
Phrao (tiếng Thái: พร้าว) là một huyện (amphoe) ở đông bắc của tỉnh Chiang Mai phía bắc Thái Lan.

## Lịch sử
Tên gọi Phrao đã được vua Mangrai của Vạn Tượng đặt năm 1281 lúc đang trên đường đi xâm lược vương quốc Hariphunchai. After this, Mangrai sent his third son, Khrua to rule Phrao. Sau đó, Phrao trở thành một thành phố quan trọng của vương quốc Lan Na.

## Địa lý
Các huyện giáp ranh (từ phía nam theo chiều kim đồng hồ) là Doi Saket, Mae Taeng, Chiang Dao, Chai Prakan của tỉnh Chiang Mai, Mae Suai và Wiang Pa Pao của tỉnh Chiang Rai.

## Hành chính
Huyện này được chia thành 11 phó huyện (tambon), các đơn vị này lại được chia thành 108 làng (muban). Wiang Phrao là một thị trấn (thesaban tambon), nằm trên một phần của tambon Wiang và toàn bộ Thung Luang. Ngoài ra có 9 Tổ chức hành chính tambon (TAO).
| Số TT | Tên         | Tên tiếng Thái | Số làng | Dân số |  |
| ----- | ----------- | -------------- | ------- | ------ |  |
| 1.    | Wiang       | เวียง           | 6       | 3.803  |  |
| 2.    | Thung Luang | ทุ่งหลวง         | 6       | 1.821  |  |
| 3.    | Pa Tum      | ป่าตุ้ม           | 12      | 5.475  |  |
| 4.    | Pa Nai      | ป่าไหน่          | 10      | 4.799  |  |
| 5.    | San Sai     | สันทราย         | 15      | 6.646  |  |
| 6.    | Ban Pong    | บ้านโป่ง         | 8       | 4.053  |  |
| 7.    | Nam Phrae   | น้ำแพร่          | 8       | 3.484  |  |
| 8.    | Khuean Phak | เขื่อนผาก        | 10      | 5.021  |  |
| 9.    | Mae Waen    | แม่แวน          | 11      | 5.517  |  |
| 10.   | Mae Pang    | แม่ปั๋ง           | 13      | 6.571  |  |
| 11.   | Long Khot   | โหล่งขอด        | 9       | 5.032  |  |